# Robert Moog
Robert Arthur "Bob" Moog (phiên âm /ˈmoʊɡ/ mohg) (sinh 23/5/1934 – mất 21/8/2005), cha đẻ của Moog Music, là một người Hoa Kỳ tiên phong trong âm nhạc điện tử (nhạc điện thanh), được biết đến là người sáng chế ra nhạc cụ điện tử Moog.
Thiết kế điện tử đầy sáng tạo của Bob Moog được sử dụng trong một loạt các bộ biến âm (synthesizers) bao gồm Minimoog Model D, Minimoog Voyager, Little Phatty, Moog Taurus Bass Pedals, Moog Minitaur, the Animoog ios app, và the Moogerfooger line of effects pedals.
Ông chết vì ung thư não.